# Grofovija Maine
Grofovija Maine je bila feudalni posjed u Francuskoj. Sjedište joj se nalazilo u gradu Le Mansu. Nalazila se na području današnje francuske pokrajine Maine.
Ovom grofovijom je vladalo nekoliko vladarskih kuća. Prvi su bili Rorgonidi, koji su vladali od 820. do 900. godine. Nakon njih je ova grofovija bila u posjedu kuće Hugonida do 1062. godine. Od 1062. do 1126. su uz prekide Maineom vladali Vexini, Este i Beaugencyi (vidi Rolonidi). Od 1109. se u vladarskom popisu redovno javljaju i Anžuvinci Plantageneti koji su ondje sve do 1232. godine. Nakon njih slijede Kapetovići sve do 1290., kad na pozornicu stupa dinastija Valois, koja je u Maineu od 1246. do 1290. godine. Burbonci su u Maineu od 1673. godine.

## Vanjske poveznice
- El senyors del Maine
- Foundation for Medieval Genealogy, comtes del Maine